# Островская, Татьяна Лазаревна
Татьяна Лазаревна Островская (род. 17 марта 1949 года, Ленинград) — советский и американский композитор, пианистка, племянница известного советского композитора А. И. Островского.

## Биография
Родилась в семье музыкантов — мать окончила фортепианный факультет Ленинградской консерватории, а дед был виолончелистом и известным фортепианным настройщиком. Татьяна Островская обучалась в Ленинградской спецшколе-десятилетке при консерватории имени Римского-Корсакова, где с ней вместе учился Михаил Боярский. Позднее, когда семья перебралась в Москву, Татьяна продолжила обучение в ЦМШ. Затем в 1976 году окончила институт имени Гнесиных. Как композитор в песенном жанре сотрудничала с такими поэтами, как Михаил Либин, Сергей Таск, Владимир Вишневский, Наум Олев, Давид Усманов, Алексей Римицан. Песни Татьяны Островской исполняли Николай Караченцов, Павел Смеян, Ирина Понаровская, Елена Камбурова, Лариса Долина. Первыми её серьёзными работами стали музыка и песни к фильмам «Приключения Петрова и Васечкина», «Каникулы Петрова и Васечкина» и «Они и мы». В дальнейшем Татьяна Лазаревна продолжала работать на телевидении, писала различные песни для отечественных исполнителей, музыку для детских телепередач «Будильник», «АБВГДейка», «Спокойной ночи, малыши!». В 1990 году эмигрировала в США, где и проживает в настоящее время в городе Атланта. Татьяна Островская продолжает заниматься музыкой, преподаёт, записывает музыку в собственной студии, в 2004 году выпустила компакт-диск.

## Фильмография

### Композитор
- 1983 — Приключения Петрова и Васечкина
- 1984 — Каникулы Петрова и Васечкина
- 1985 — Пантелей и пугало (анимационный)
- 1986 — Они и мы (короткометражный)
- 1988 — Волк и семеро козлят (фильм-спектакль)
- 2005 — Ex Post Facto (США, короткометражный)

## Песни
- «На золотом крыльце» (слова Алексей Римицан) исполняет Николай Караченцов
- «Действуй!» (слова Алексей Римицан) исполняет Николай Караченцов
- «Как ни в чём не бывало» (слова Владимир Вишневский) исполняет Николай Караченцов
- «Осень» (слова Наум Олев) исполняет Николай Караченцов
- «Ласточки» (слова Алексей Римицан) исполняет Павел Смеян
- «Лев» (слова Михаил Либин) исполняет Павел Смеян, из фильма «Они и мы»
- «Не верю!» (слова Михаил Либин) исполняет Павел Смеян, из фильма «Они и мы»
- «Родня» (слова Михаил Либин) исполняет Павел Смеян, из фильма «Они и мы»
- «Про зверей» (слова Михаил Либин) исполняет Павел Смеян, из фильма «Они и мы»
- «Кроссворд» (слова Алексей Римицан) исполняет Ирина Понаровская
- «Маскарад природы» (слова Давид Усманов) исполняет Ирина Понаровская
- «Полутона» (слова Лев Ошанин) исполняет ВИА «Фантазия»
- «Дон Жуан» (слова Любовь Воропаева) исполняет Ирина Понаровская
- Романс «В одиноких домах» ( слова Любовь Воропаева) исполняет Лариса Долина